# Campeonato Catarinense de Futebol Feminino de 2024
O Campeonato Catarinense de Futebol Feminino de 2024 foi a décima sexta edição deste campeonato de futebol feminino organizado pela Federação Catarinense de Futebol. Foi disputado por oito equipes entre agosto e novembro.
O título ficou com a equipe do Kindermann/Avaí após vencer o Criciúma na final. O primeiro jogo foi no sul do estado na cidade de Criciúma no estádio Heriberto Hülse e terminou com a vitória do time visitante por 2 a 1. A segunda partida foi no estádio da Ressacada. Com o placar final de 2 a 2, o time do sul do estado ficou com o título do Campeonato Catarinense Feminino.
Como o Avaí/Kindermann estará na segunda divisão do Campeonato Brasileiro Feminino, o Criciúma garantiu vaga para a Série A3 de 2025.

## Regulamento
O Campeonato Catarinense Feminino é realizado em duas fases. Na primeira os oito participantes se enfrentam em turno e returno, onde as duas melhores equipes de cada grupo avançaram para a fase final. A segunda fase é composta por semifinais e final em jogos de ida e volta.
A competição é organizada de forma regionalizada na primeira fase. Os clubes foram divididos em dois grupos com quatro integrantes cada. A divisão foi feita de acordo com a localização de cada equipe no estado. 
O campeão garante vaga para a Série A3 de 2025 desde que não esteja em outras séries da competição nacional, caso isso aconteça a vaga será repassada ao vice-campeão.

## Equipes participantes
| AJAP | Pinhalzinho    | Leopoldo Opelt         | —         |
| Avaí/Kindermann | Caçador        | Salézio Kindermann     | 14 (2023) |
| Criciúma | Criciúma       | CT Antenor Angeloni    | —         |
| Floresta | Pomerode       | Hermann Weege          | —         |
| Marcílio Dias | Itajaí         | Augusto Bráulio Werner | —         |
| Meninas de Jaraguá | Jaraguá do Sul | Botafogo               | —         |
| Paysandú | Brusque        | Cônsul Carlos Renaux   | —         |
| Tunense | Tunápolis      | Municipal Nilo Spies   | —         |
| AJAP Avaí/Kindermann Criciúma Floresta Marcílio Dias Meninas de Jaraguá Paysandú TunenseLocalização das equipes participantes. |                |                        |           |

## Primeira fase

### Grupo A
| Pos | Equipes         | Pts | J | V | E | D | GP | GC | SG  | %   | Zona de classificação     |
| --- | --------------- | --- | - | - | - | - | -- | -- | --- | --- | ------------------------- |
| 1   | Avaí/Kindermann | 18  | 6 | 6 | 0 | 0 | 42 | 1  | +41 | 100 | Classificados à semifinal |
| 2   | Tunense         | 12  | 6 | 4 | 0 | 2 | 10 | 17 | –7  | 67  | Classificados à semifinal |
| 3   | AJAP            | 3   | 6 | 1 | 0 | 5 | 4  | 17 | –13 | 17  | Eliminados                |
| 4   | Floresta        | 3   | 6 | 1 | 0 | 5 | 8  | 29 | –21 | 17  | Eliminados                |

### Grupo B
| Pos | Equipes            | Pts | J | V | E | D | GP | GC | SG  | %  | Zona de classificação     |
| --- | ------------------ | --- | - | - | - | - | -- | -- | --- | -- | ------------------------- |
| 1   | Criciúma           | 15  | 6 | 5 | 0 | 1 | 28 | 5  | +23 | 83 | Classificados à semifinal |
| 2   | Marcílio Dias      | 12  | 6 | 4 | 0 | 2 | 12 | 8  | +4  | 67 | Classificados à semifinal |
| 3   | Meninas de Jaraguá | 9   | 6 | 3 | 0 | 3 | 11 | 12 | –1  | 50 | Eliminados                |
| 4   | Paysandú           | 0   | 6 | 0 | 0 | 6 | 1  | 27 | –26 | 0  | Eliminados                |

## Fase final
Em itálico, as equipes que disputaram a primeira partida como mandante. Em negrito, as equipes classificadas.
|  | Semifinal       | Semifinal | Semifinal | Semifinal |   |                 | Final | Final | Final | Final |
|  |                 |           |           |           |   |                 |       |       |       |       |
|  | Avaí/Kindermann | 3         | 3         | 6         |   |                 |       |       |       |       |
|  | Marcílio Dias   | 1         | 1         | 2         |   |                 |       |       |       |       |
|  | Marcílio Dias   | 1         | 1         | 2         |   | Avaí/Kindermann | 2     | 2     | 4     |       |
|  |                 |           |           |           |   | Avaí/Kindermann | 2     | 2     | 4     |       |
|  |                 | Criciúma  | 1         | 2         | 3 |                 |       |       |       |       |
|  | Criciúma        | Criciúma  | 1         | 2         | 3 | 3               | 8     | 11    |       |       |
|  | Criciúma        |           |           |           |   | 3               | 8     | 11    |       |       |
|  | Tunense         | 0         | 0         | 0         |   |                 |       |       |       |       |

## Final

### Jogo de ida
| 28 de outubro | Criciúma     | 1 – 2  | Avaí/Kindermann                      | Heriberto Hülse, Criciúma     |
| 19:30         | Paulinha 64' | Súmula | 68' Júlia Cipriani · 83' Raquelzinha | Árbitro: SC Jaqueline Blasius |

### Jogo de volta
| 10 de novembro | Avaí/Kindermann      | 2 – 2  | Criciúma                     | Ressacada, Florianópolis             |
| 11:00          | Raquelzinha 26', 90' | Súmula | 59' Thaiane · 90+2' Paulinha | Árbitro: SC Tainan Bordignon Somensi |

## Premiação
| Campeão do Campeonato Catarinense de Futebol Feminino de 2024 |
| ------------------------------------------------------------- |
| Avaí/Kindermann Campeão (15° título)                          |

## Classificação final
| Pos | Equipes            | Pts | J  | V | E | D | GP | GC | SG  | %  | Zona de classificação                          |
| --- | ------------------ | --- | -- | - | - | - | -- | -- | --- | -- | ---------------------------------------------- |
| 1   | Avaí/Kindermann    | 28  | 10 | 9 | 1 | 0 | 52 | 6  | +46 | 93 | Campeão e classificado para a Série A3 de 2025 |
| 2   | Criciúma           | 22  | 10 | 7 | 1 | 2 | 42 | 9  | +33 | 73 | Vice-campeão                                   |
| 3   | Marcílio Dias      | 12  | 8  | 4 | 0 | 4 | 14 | 14 | 0   | 50 | Eliminados nas semifinais                      |
| 4   | Tunense            | 12  | 8  | 4 | 0 | 4 | 10 | 28 | –18 | 50 | Eliminados nas semifinais                      |
| 5   | Meninas de Jaraguá | 9   | 6  | 3 | 0 | 3 | 11 | 12 | –1  | 50 | Eliminados na primeira fase                    |
| 6   | AJAP               | 3   | 6  | 1 | 0 | 5 | 4  | 17 | –13 | 17 | Eliminados na primeira fase                    |
| 7   | Floresta           | 3   | 6  | 1 | 0 | 5 | 8  | 29 | –21 | 17 | Eliminados na primeira fase                    |
| 8   | Paysandú           | 0   | 6  | 0 | 0 | 6 | 1  | 27 | –26 | 0  | Eliminados na primeira fase                    |